# Aladdin (film fra 1992)
| Portal | Portal:Disney |

 For alternative betydninger, se Aladdin (flertydig). (Se også artikler, som begynder med Aladdin)
Aladdin er en amerikansk animationsfilm fra 1992 produceret af Walt Disney Feature Animation og udgivet af Walt Disney Pictures. Filmen er den 31. film i rækken af Disneys klassikere og den fjerde film, der blev produceret under Disneys renæssance. Den er produceret og instrueret af Ron Clements og John Musker, og er baseret på den arabiske folkefortælling af samme navn fra eventyrsamlingen Tusind og en Nat. Filmens originale voice-cast inkluderer Scott Weinger, Robin Williams, og Linda Larkin, mens det danske voice-cast inkluderer Søren Launbjerg, Preben Kristensen, Ilia Swainson, Nis Bank-Mikkelsen og Ove Sprogøe.
Aladdin blev udgivet den 25. november 1992 i USA (i Danmark i november 1993), hvor den hurtigt blev både en kritiker- og publikumssucces, og den blev bedst indtjente film i 1992 med en indtjening på omkring 3 mia. kroner verdenen over. Ved dens udgivelse blev filmen den første animationsfilm til at indtjene over $500 mio. dollars, og den var den bedst indtjente animationsfilm nogensinde indtil den blev overgået af Løvernes konge i 1994. Aladdin var også den sidste Disney-film til at være fuldt baseret på en folkefortælling eller eventyr indtil udgivelsen af To på flugt i 2010, sytten år senere.
Filmen modtog to Oscars, og adskillige andre priser for dets soundtrack, og filmen er den hidtil eneste Disney-tegnefilm til at have modtaget en Grammy Award for Song of the Year for sangen "A Whole New World" sunget af Regina Belle. Aladdins succes førte til flere projekter baseret på filmen såsom; to direkte-til-video efterfølgere, Jafar vender tilbage (1994) og Aladdin og de fyrretyve røvere (1996), en animeret tv-serie af samme navn, en Broadway-opsætning og i 2019 en live-action-genindspilning instrueret af Guy Ritchie.

## Handling
Aladdin er en tyv der bor i byen Agrabah sammen med sin abe Abu. En dag møder han prinsessen Jasmin som han straks forelsker sig i. Men loven siger at kun en prins kan blive gift med prinsessen så Aladdin kan ikke. Han bliver lokket af Jafar til at gå ned i en hule og finde en lampe til ham. Men Aladdin og Abu falder ned og bliver fanget i hulen, men finder ud af at lampen indeholder en lampeånd som opfylder tre ønsker. Aladdin ønsker sig derefter at blive en prins så han kan blive gift med Jasmin. Men Jafar har også fået ideen om at blive gift med Jasmin, for at blive sultan.

## Medvirkende
Endvidere er der danske stemmer af Peter Zhelder, Vibeke Dueholm, Peter Aude, Lasse Lunderskov og Lars Thiesgaard.